# Crête infra-temporale
La crête infra-temporale de la grande aile de l'os sphénoïde (ou crête sphéno-temporale ou crête sous-temporale) est un relief osseux antéro-postérieur de la face latérale ou temporo-zygomatique de la grande aile de l'os sphénoïde.
Elle subdivise  cette face en deux parties :
- la partie supérieure ou face temporale, verticale, convexe de haut en bas, concave d'avant en arrière qui fait partie de la fosse temporale. Elle une zone d'insertion du muscle temporal ;
- la partie inférieure ou face infratemporale, horizontale, de plus petite taille et concave, entre dans la formation de la fosse infratemporale. Cette partie avec la crête infra-temporale est une zone d'insertion du muscle ptérygoïdien latéral.

## Galerie

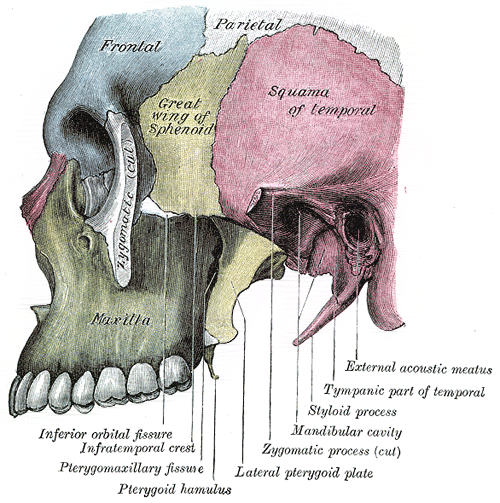
Fosse infratemporale gauche.